# 戈氏裸吻魚
戈氏裸吻魚（學名：Psilorhynchus gokkyi）為輻鰭魚綱鯉形目裸吻魚科的一個種，分布於亞洲緬甸伊洛瓦底江流域，本魚體延長，胸鰭水平展開成吸盤狀，成對鰭之間的腹面具有寬闊的三角形無鱗斑塊，側線鱗32-34枚，體側有6個不明顯的圓形至方形深棕色斑點，排列成縱行，尾鰭有不規則的色素沉澱圖案，背鰭軟條12-13枚、臀鰭軟條7-8枚，體長可達5.6公分，棲息在沙石底質、水流快速的溪流，屬底棲性，生活習性不明。